# Yonny Hernández
Yonny Hernández (Medellín, 25 juli 1988) is een Colombiaanse motorcoureur. Hij rijdt met startnummer 68.
Hernandez begon zijn carrière in 2010 in de Moto2. Hierin reed hij 2 jaar voor het Blusens-STX team, en maakte in 2012 de overstap naar de MotoGP op een BQR.
Hernandez heeft 6 jaar in de MotoGP gereden,  met als hoogtepunt de TT van Assen in 2016, waarin hij in 3 ronden van positie 11 naar 1 ging om in de natte race 9 ronden aan de leiding te rijden.
In 2017 ruilde Hernandez de MotoGP weer in voor de Moto2, om daar op een Kalex te rijden.
In 2018 verhuisde Hernandez naar de Superbike, om daar voor het Team Pedercini Racing te rijden op een Kawasaki.
In 2021 nam Hernandez deel aan de MotoE bij het team van Pramac Racing.

## Statistiek
| Seizoen | Klasse | Motor         | Races | Overw. | Podium | Poles | Ptn | Pos |
| ------- | ------ | ------------- | ----- | ------ | ------ | ----- | --- | --- |
| 2010    | Moto2  | BQR           | 17    | 0      | 0      | 0     | 32  | 19e |
| 2011    | Moto2  | FTR           | 14    | 0      | 0      | 0     | 43  | 21e |
| 2012    | MotoGP | BQR-FTR - BQR | 15    | 0      | 0      | 0     | 28  | 17e |
| 2013    | MotoGP | ART - Ducati  | 18    | 0      | 0      | 0     | 21  | 18e |
| 2014    | MotoGP | Ducati        | 18    | 0      | 0      | 0     | 53  | 15e |
| 2015    | MotoGP | Ducati        | 18    | 0      | 0      | 0     | 56  | 14e |
| 2016    | MotoGP | Ducati        | 18    | 0      | 0      | 0     | 20  | 22e |
| 2017    | Moto2  | Kalex         | 9     | 0      | 0      | 0     | 16  | 24e |
| 2021    | MotoE  | Energica      | 7     | 0      | 0      | 0     | 47  | 10e |
| Totaal  | Totaal | Totaal        | 134   | 0      | 0      | 0     | 316 |     |

| Seizoen | Klasse    | Motor    | Races | Overw. | Podium | Poles | Ptn | Pos |
| ------- | --------- | -------- | ----- | ------ | ------ | ----- | --- | --- |
| 2018    | Superbike | Kawasaki | 17    | 0      | 0      | 0     | 28  | 18e |
| Totaal  | Totaal    | Totaal   | 17    | 0      | 0      | 0     | 28  |     |